# اچ‌ام‌اس کرسنت (۱۸۹۲)
اچ‌ام‌اس کرسنت (۱۸۹۲) (به انگلیسی: HMS Crescent (1892)) یک کشتی بود که طول آن ۳۸۷٫۵ فوت (۱۱۸٫۱ متر) بود. این کشتی در سال ۱۸۹۲ ساخته شد.